# 沙亨湖
47°25′26″N 11°7′10″E / 47.42389°N 11.11944°E

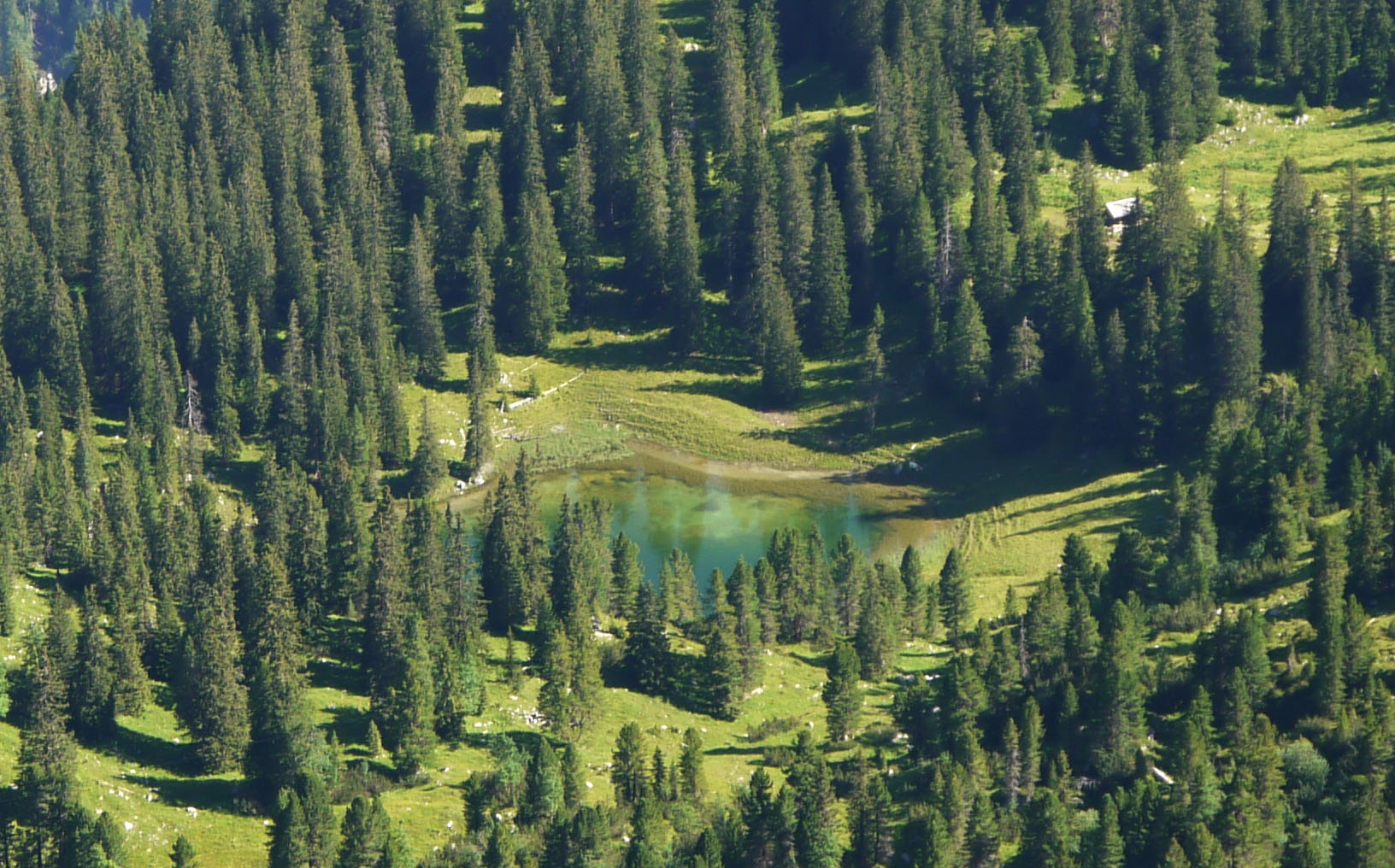

沙亨湖（德語：Schachensee），是德國的湖泊，位於該國東南部，由巴伐利亞州負責管轄，處於韋特施泰因山脈，長0.1公里、寬0.07公里，面積0.01平方公里，海拔高度1,670米。